# شائولین (فیلم)
شائولین (انگلیسی: Shaolin) یک فیلم در ژانر اکشن و درام به کارگردانی بنی چان است که در سال ۲۰۱۰ منتشر شد.

## بازیگران
- اندی لاو
- نیکلاس تسه
- جکی چان
- فن بینگ‌بینگ
- وو جینگ
- شینگ یو
- هانگ یان-یان
- چن ژینخویی